# HP 30b

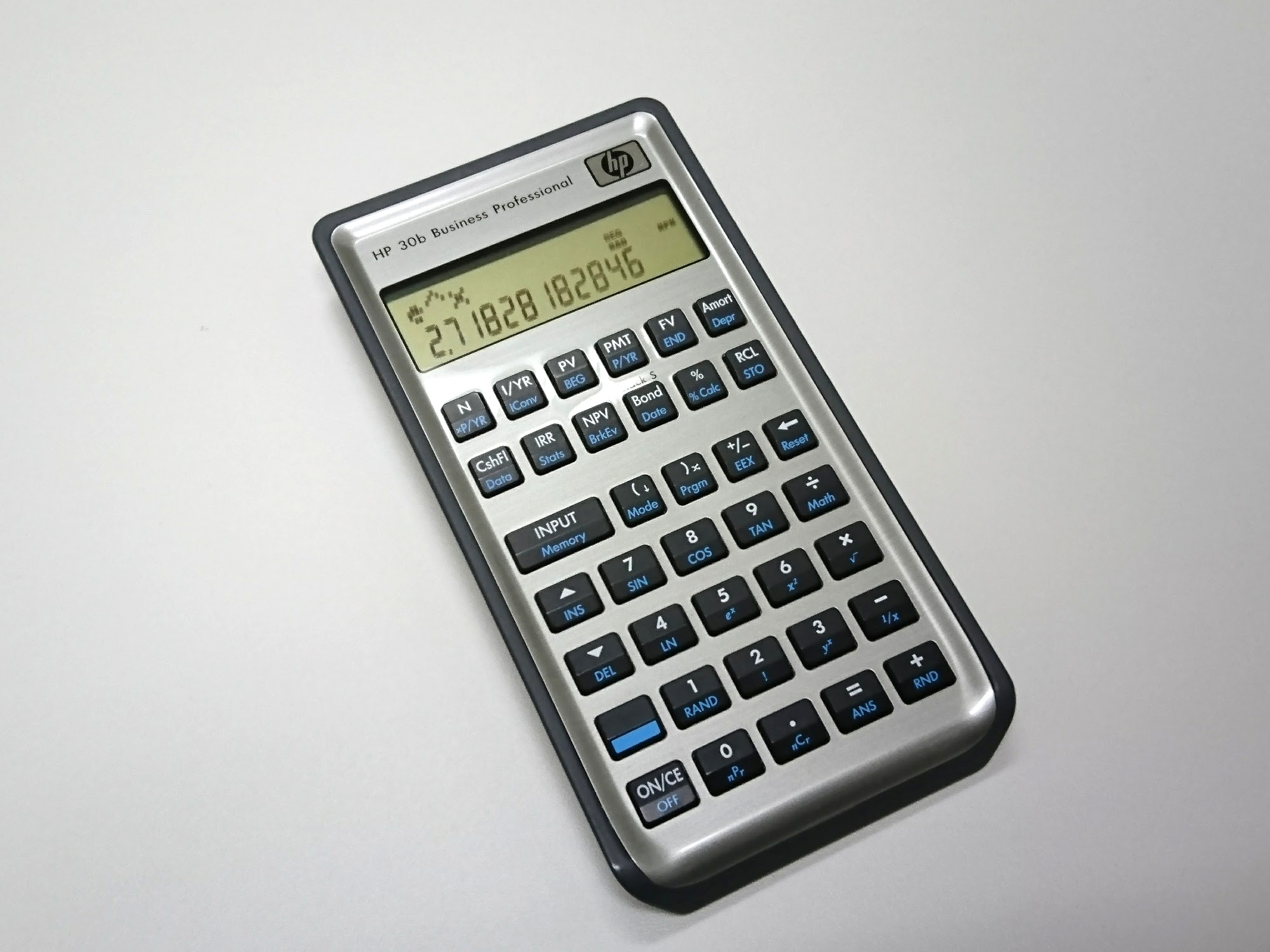
HP 30b Business Professional calculator

HP 30b (NW238AA)は2010年1月7日に発売されたヒューレット・パッカード(HP)社のプログラミング可能な金融電卓である。2014年に製造が終了している。
HP 30bは前機種HP 20bの進化バージョンである。
その特徴は、
- 2行表示画面。上の一行はアルファベット、下の一行は7セグメントの数値表示。
- 3種類のデータ入力方法
  - 逆ポーランド記法(RPN)入力
  - アルジェブレイク（algebraic）入力（中置記法による入力）[3]
  - チェイン・アルジェブレイク入力（=を押して結果を表示した後に演算子を入力して計算を続ける）[3]
- 12桁数値表示＋指数3桁

である。
このARM搭載電卓は限定的ではあるものの科学技術関数を搭載している。科学技術関数の搭載は金融電卓としては珍しい。
さらにブラック–ショールズ方程式も内蔵しており、コール・オプション（買う権利）とプット・オプション（売る権利）の行使に対する理論プレミアム（オプションの価値）、修正内部収益率（Modified Internal Rate Of Return）そして財務管理収益率（Financial Management Rate of Return）を計算するために使う。
HP 30bは当時の最も高速な電卓の一つであり、当時のHP社のフラッグシップモデル HP 50gよりも高速である。その原因はHP 30bがネイティブARMコードで実行されるからである。一方、HP 50gは75MHzで動作しているにもかかわらず、Saturnコードをエミュレーション実行するので遅い。
HP 30bはHP 20bで評判の悪かったキーよりも改良されたキーを採用したため利用者から賞賛されている。
当時、HP 30bはCFA認定試験のような主要な試験で持ち込みが禁止されていた。

## 仕様
- 販売開始：2010年
- 製造終了：2014年
- 価格：$20～$50
- CPU：Atmel AT91SAM7L128 (ARM7TDMIコア) 30 MHz
- RAM：6KB, 2KB（2KBだけバッテリーでバックアップされる）[5][6]
- フラッシュメモリ：128 KB[5]
- 入力モード：RPN入力、アルジェブレイク入力、チェイン・アルジェブレイク入力
- 画面：LCD 7セグメント（12桁＋指数3桁）＋ドットマトリクス（8文字）
- 電源：CR2032×2個（1個は予備）
- 消費電力：0.25 mW
- 重量：115 g
- 寸法：77 x 149 x 16 mm

## WP 34S と WP 31S

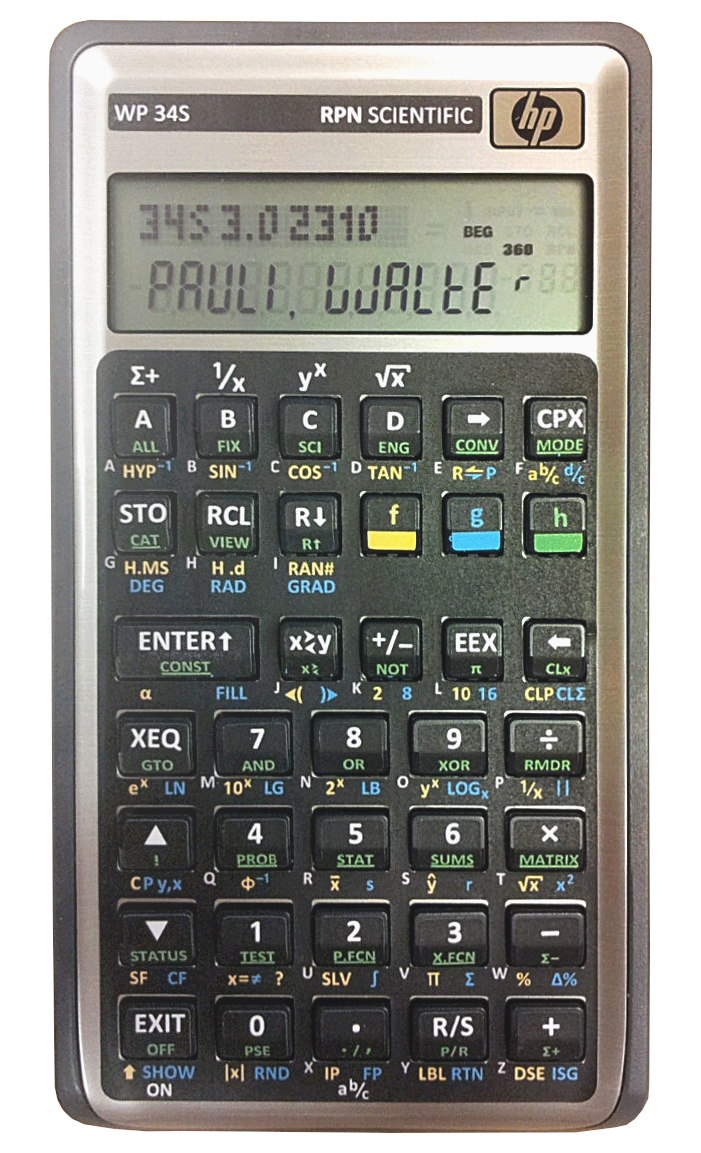
WP 34S（HP 30bを改造したもの）

HP 20bと同様にHP 30bのファームウェアはPCと特殊ケーブルを使って書換えることができる。
この書換の容易さを利用して、一部のHP電卓ファンが金融電卓HP 30bとHP 20bをプログラム科学技術関数電卓へ変身させるファームウェアを制作した。その結果としてWP 34Sが誕生した。そのファームウェアと説明書は無料でダウンロードできる。そして、キーパッド用オーバーレイ（キーパッドの上に貼るシール。HP 30bからキー配置が変わるので必要）は低価格で購入可能である。
特殊ケーブルもかつては販売されていたが、2016年12月現在は販売されていないので、自作する必要がある。特殊ケーブルは、USBをシリアル変換する必要がある上、シリアル配線側に2つのスイッチが必要である。さらに電卓側の特殊形状6pinコネクタは市販されていないので、電卓側のコネクタは完全に自作する必要がある。そのため、本体の改造よりも特殊ケーブルの自作の方が難しくなっている。
WP 34Sの時間関連機能の誤差を減らすためには、HP 30bに水晶振動子とキャパシタ（コンデンサ）を追加する改造と水晶振動子を有効化する操作が必要である。
WP 34Sは完成品が商業販売もされている。完成品にはオーバーレイが貼られており、水晶振動子とキャパシタも装着済みである。2016年12月現在、WP 34Sの販売サイトには「状態の良いHP 30bが残っていないので、キーに多少問題があるものしか発送していない」と書かれている。
WP 31SはWP 34S完成品の廉価版である。2016年12月現在、すでに商業販売はされていないようである。